# Robert Rich (1er comte de Warwick)
Robert Rich, 3e baron Rich, 1er comte de Warwick (décembre 1559-24 mars 1619), est un noble anglais, connu sous le nom de baron Rich entre 1581 et 1618, lorsqu'il est créé comte de Warwick. Il est le premier mari de Pénélope Devereux, dont il divorce en 1605 à cause de son adultère.

## Biographie
Rich est le fils et l'héritier de Robert Rich, 2e baron Rich (c.1538-1581) par son épouse Elizabeth Baldry, une fille de George Baldry. Il est le petit-fils de Richard Rich (1er baron Rich), l'ancêtre de la puissante famille Rich.
Il succède à son père dans la baronnie en 1581. En 1618, il est créé comte de Warwick.

## Mariages et descendance

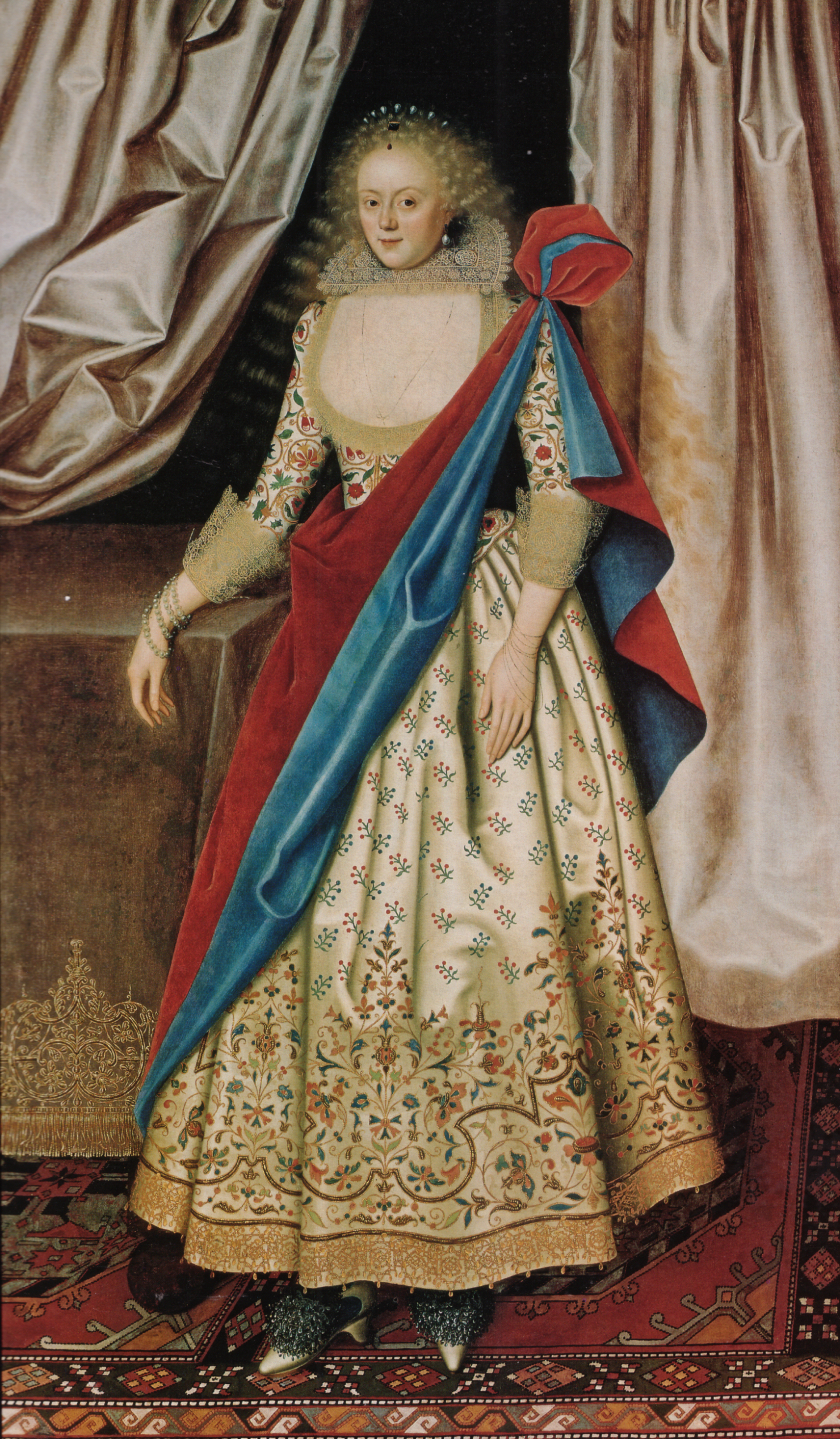
Lady Isabella Rich, peinte par William Larkin en 1614.

Il se marie deux fois : le 10 janvier 1581 avec Penelope Devereux (janvier 1563-7 juillet 1607), une fille de Walter Devereux (1er comte d'Essex). En 1605, Lord Rich obtient le divorce d'avec sa femme, pour adultère avec Charles Blount (8e baron Mountjoy). Avec Penelope, Rich a sept enfants :
- Robert Rich (2e comte de Warwick) (1587-1658), fils aîné et héritier ;
- Henry Rich (1er comte de Holland) (1590-1649) ;
- Charles Rich (d. 1627), décédé célibataire et sans descendance ;
- Lettice Rich (d. 1619), du nom de sa grand-mère maternelle Lettice Knollys. Mariée d'abord (comme sa seconde épouse) à George Carey (c.1541-1616) de Cockington dans la paroisse de Tor Mohun dans le Devon, Lord Deputy d'Irlande, sans descendance ; remariée à Arthur Lake, député ;
- Penelope Rich, épouse Gervase Clifton (1er baronnet) (en) ;
- Essex Rich, épouse Thomas Cheek (en) et a trois fils et cinq filles ;
- Isabella Rich, épouse John Smythe, fils de Thomas Smythe, premier gouverneur de la Compagnie des Indes orientales.

Il se remarie en 1616 avec Frances Wray (1568-1634), veuve de George St Paul, 1er baronnet, et deuxième fille de Christoper Wray, Lord Chief Justice de la reine Elisabeth Ire. Wray est décrite comme "une personne brillante conversation et prime éminente" ; elle survit à son deuxième mari et, dans son deuxième veuvage, est l'une des femmes les plus riches du Lincolnshire. Aucun de ses mariages n'a d'enfants. Elle meurt à Snarford en 1634 à l'âge de 66 ans.
Il meurt en mars 1619, à l'âge de 59 ans, et son fils aîné Robert Rich (2e comte de Warwick) (1587-1658) lui succède.